# 哈瑟尔特大学
哈瑟尔特大学（荷蘭語：Universiteit Hasselt）位于比利时林堡省省会哈瑟尔特，校区延伸并覆盖至其附近的迪彭贝克。处于荷兰，比利时，德国的三国交界之处。1971年建立，当时名为林堡大学中心，从2005年6月15日起改称哈瑟尔特大学。哈瑟尔特大学是比利时顶尖的五所大学之一。同时，哈瑟尔特大学与荷兰的马斯特里赫特大学合作，建立了跨国界林堡大学，提供包括网络和生物医学方面在内的课程。

## 组成
哈瑟尔特大学现由四个学院组成：
- 法学院：与天主教鲁汶大学合作。
- 理学院：包括生物、物理、化学、数学、计算机和统计等系。
- 应用经济学院：哈瑟尔特大学的统计学专业位列欧洲前十，应用经济及战略专业世界闻名。创新专业和欧美最顶级的大学有许多国际合作。
- 医学和生命科学学院：2005年弗拉芒大学校际委员会经过考察，认为这里提供着弗兰芒区最好的医学本科教育。